# 月亮太陽
月亮太陽，是臺灣男歌手兼唱作人張宇的第九張專輯，在1998年正式發行。
1998年－【月亮太陽】由喜得製作，EMI發行。
- 01. 月亮惹的禍

- 02. 永遠的戀人

- 03. 小小的太陽

- 04. 一個人萬歲

- 05. 長頭髮

- 06. 單戀

- 07. 單戀一枝花

- 08. 還我一個永遠

- 09. 我沒有感覺

- 10. 愛一個人好可怕

- 11. 愛是真的

## 所獲獎項
- 1998 北京音樂電台 FM97.4 港臺音樂最佳搭檔獎 『張宇&十一郎』
- 動感321中文音樂頒獎典禮 金曲獎2座
- 動感321中文音樂頒獎典禮 《最佳演繹男歌手》
- 1998-99 TVB 8頻道金曲榜金曲頒獎典禮98/99"最佳作曲獎"-『月亮惹的禍』
- TVB 8頻道金曲榜金曲頒獎典禮98/99"金曲獎"-『月亮惹的禍』
- TVB 8頻道金曲榜金曲頒獎典禮98/99《人氣上升男歌手》
- 1999 CHanneL [V] Billboard《亞洲傑出創作歌手獎》
- 新城勁爆頒獎禮99 "新城勁爆國語歌曲"-『月亮惹的禍』